# José Luis Jerez Riesco
José Luis Jerez Riesco (Toledo, 1949) es un abogado, escritor y publicista de extrema derecha español.

## Biografía
Estudió la carrera de Leyes en la Universidad Complutense, alcanzando el grado de Doctor en Derecho. Es Licenciado en Ciencias Políticas y Económicas, en Sociología, cursando la especialidad de Antropología Social y en Ciencias de la Información en la rama de Periodismo. 
José Luis Jerez es abogado en ejercicio desde 1973. Profesor universitario, ha impartido docencia en las siguientes universidades: Complutense de Madrid, Alfonso X El Sabio y Rey Juan Carlos. Fue profesor titular de la asignatura Ciencias Jurídicas. Igualmente ha impartido cursos de Maestría y Doctorado en diversas universidades hispanoamericanas. Además, ha sido asesor jurídico durante tres legislaturas en el Senado.  Traductor de varias obras de Política y Ciencias Sociales. Es presidente de la Asociación Cultural "Amigos de Léon Degrelle". Desde febrero de 2012 colabora en la revista digital "El Patriota".
Muy amigo de Stefano Delle Chiaie, frecuentó las reuniones en la pizzería L'Appuntamento del número 6 de la madrileña calle del Marqués de Leganés, centro de reunión de emigrados de la extrema derecha internacional durante la Guerra Fría.
Exmiembro de CEDADE, publicista antisemita y colaborador de Fuerza Nueva, El Martillo, y Fundamentos, en 1972 editó una versión de los Protocolos de los sabios de Sión.
Ha trabajado como asesor de la Unión de Comunidades Islámicas de España.
Ha colaborado en revistas y publicaciones nacionales y extranjeras, entre las que se encuentran Razón Española, Aportes, La Nación, y otras. Fue corresponsal en España del semanario Dien de Moscú.

## Obras

#### Libros
- La Falange, partido fascista. (1977)
- Ramiro Ledesma Ramos. Rivoluzionario místico –en italiano- (1984)
- Marketing internacional (1991)
- Falange Imperial. Crónica de la Falange toledana (1998)
- La Falange del silencio. Escritos, discursos y declaraciones del II Jefe Nacional de la Falange. (1999)
- Lecciones de Sociología General. (1999)
- Comercio internacional. (2000)
- Onésimo Redondo, Adelantado Nacionalsindicalista de Castilla.  (2002)
- José Antonio, fascista. (2003)
- Elegidos para la Gloria: Palmas de Plata de la Falange. (2004)
- El Madrid de la Falange. (2006)
- El último protocolo. Las claves secretas del dominio sionista mundial. (2007)
- Comercio Internacional. (2007)
- Voluntad de Imperio. La Falange en Argentina. (2007)
- La Unión Monárquica Nacional. El rito de iniciación a la política de José Antonio Primo de Rivera. (2009)
- León Degrelle en el exilio (1945-1994). (2009)
- El hidalgo de la Falange, Vicente Cadenas y Vicent. (2010)
- La Falange del valor. Los hermanos Aznar o el sentimiento heroico de la vida (2011)
- Entrevistas para la Historia. (2011)
- La Falange en la cuna de los Conquistadores. Historia de Falange Española en Extremadura. Los orígenes bajo el tiempo difícil. (2012)
- La expulsión de los judíos de España. (2012)
- La Falange en la cuna de los Conquistadores. Historia de Falange Española en Extremadura. La Cruzada bajo el tiempo de furia. (2013)
- En busca del acta perdida. Los Consejos Nacionales de la Falange presididos por José Antonio. (2013)
- Barras y Flechas. Historia de la Falange en Cataluña. Volumen I. Génesis y desarrollo. (2014)
- Barras y Flechas. Historia de la Falange en Cataluña. Volumen II. Falange empuña las armas. (2014)
- Barras y Flechas. Historia de la Falange en Cataluña. Volumen III.  La Falange clandestina. (2015)
- Barras y Flechas. Historia de la Falange en Cataluña. Volumen IV.  La Falange de Cataluña en la Cruzada de Liberación Nacional. (2015)
- Marketing internacional para la expansión de la empresa. (2015)
- La Falange bajo el vuelo del cóndor. Falange Española de las JONS en Chile (1936-1939). (2015)
- El alarde  Nacional-Sindicalista. Falange Española de las JONS en las provincias Vascongadas. (2015)
- La milicia de Dios y del Imperio. Historia de la Falange de Navarra. (2016)
- Los herederos del Sol. Historia del primer periodo del movimiento Joven Europa en España (1960-1964). (2017)
- Los leones de la Rioja. Crónica de la Falange riojana. (2017)
- Historia gráfica de la Falange (1931-1937). (2018)
- Los hijos del Trueno. Historia de la Falange de Galicia. (2018)
- El eclipse del Sol. Historia del segundo periodo del movimiento Joven Europa en España (1961-1971). (2018)
- La Falange de Galicia en línea de combate. (2019)
- Blas Piñar y la Legión de San Miguel Arcángel. (2019)
- Eduardo Ezquer. El rebelde indómito de la Falange. (2019)
- El Frente de la Juventud. Vanguardia de la Revolución Nacional (1978-1982). (2020)

#### Prólogos
- “Los Protocolos de los sabios de Sión” (1972)
- León Degrelle: “Mi camino de Santiago”. (1996)
- Francisco Franco: “Masonería”. (2003)
- “El Fascio” (2004)
- León Degrelle: “La campaña de Rusia” (2004)
- León Degrelle: “Mis andanzas en México” (2006)
- Amparo Cabeza de Vaca: “Bajo cielos de plomo” (2006)
- Fernando Martínez: “El proceso de Nuremberg”. (2007)
- Luis López Novelle: “Por los caminos del adiós”. (2008)
- León Degrelle: “Almas ardiendo”. ( 2009)
- Sandro Piazzoni: “Los Flechas Negras  en la guerra de España” (2011)
- Rudolf F. von Sebottendorf: “Antes de que Hitler llegase” (2012)
- Gumersindo Montes Agudo: “Vieja Guardia”. (2012)
- “Testimonios de José Antonio” (2012)
- “Escritos sobre Onésimo Redondo” (2012)
- “Antología de Textos de León Degrelle” (2012)
- Rolao Preto: “Textos nacional-sindicalistas”. (2014)
- Usmard Legros: “León Degrelle, un hombre, un jefe” .(2015)
- León Degrelle: “Defender a España”. (2015)
- Rudolf F. von Sebottendorf: “La practica operativa de la antigua masonería turca” (2016)
- Ricardo Fernández Coll “Richi”: “La Falange, una apuesta por la verdad” (2017)
- León Degrelle: “La Revolución de las almas” (2018)
- “Albores de la Gesta Española. En Tenerife planeó Franco el Movimiento Nacionalista” (2019)
- Carmen Martín Padial (Mayka): “Antología de textos para Nacional-Revolucionarios (2008-2020)”. (2020)
- Georges  Feltin-Tracol: “Bardèche y Europa”. (2021)
- Ramiro Grau Morancho: "Escritos joseantonianos". (2023)

#### Traducciones
- Jean  Haupt: “Proceso a la democracia”. (1973)
- Adolfo Hitler: “Mi lucha”-primera traducción íntegra al español-.(1994)
- León Degrelle: “Mi camino de Santiago”. (1996)
- Roger Garaudy: “Los mitos fundacionales del Estado de Israel”. (1997)
- “Hitler” (2001)
- León Degrelle: “Mis andanzas en México”. (2006)
- Rudolf F. von Sebottendorf: “Antes de que Hitler llegase”. (2007)
- Rudolf F. von Sebottendorf: “La práctica operativa de la antigua masonería turca” (2014)

#### Publicaciones periódicas
- “Hojas de Combate” (Madrid)
- “El Martillo” (Madrid)
- “Aportes”. Revista de Historia Contemporánea. (Madrid)
- Boletín de CEDADE (Barcelona)
- "En Pie” (Madrid)
- "El Alcázar” (Madrid)
- “Arriba” (Madrid)
- “Fuerza Nueva” –Director- (Madrid)
- “Ocho Columnas” (Guadalajara. México)
- “El Día” -corresponsal en España- (Moscú)
- “Último Reducto” (Porto, Portugal)
- “Permanente” (Bucarest, Rumanía)
- “Razón Española” (Madrid)
- Revista del Instituto Egipcio de Estudios Islámicos (Madrid)
- “Desde mi campanario” –digital-
- “Más Allá” (Madrid)